# 선우은숙
선우은숙(한국 한자: 鮮于銀淑, 1959년 12월 24일 ~ )은 대한민국의 배우이다. 1979년 KBS 6기 공채 탤런트로 데뷔하였다. 1981년 10월 배우 이영하와 결혼, 2007년 10월 26년간의 결혼생활 끝에 합의 결과, 이혼하였다. 2022년 아나운서 유영재와 결혼, 2024년 4월 1년 6개월간의 결혼생활 끝에 합의 결과, 이혼하였다.

## 학력
- 덕성여자고등학교 (졸업)
- 서울예술전문대학 방송연예과 전문학사 (졸업)

### 비학위 수료
- 고려대학교 언론대학원 최고위과정 (수료)

## 출연작

### 드라마
- 1979년 KBS1 문예극장 《젊은 느티나무》
- 1980년 KBS1 일요아침메디컬드라마 《소망》 ... 신선희 역
- 1981년 KBS1 특집드라마 《옛날 나 어릴적에》
- 1981년 KBS 주간연속극 《신촌억순이》
- 1981년 KBS1 대하드라마 《대명》
- 1981년 KBS 아침드라마 《은하수》 ... 경아 역
- 1981년 KBS2 주말연속극 《달무리》 ... 지숙 역
- 1981년 KBS1 성탄특집극 《우리에게 축복의 기도를》
- 1982년 KBS2 대하드라마 《꽃가마》
- 1983년 KBS1 아침드라마 《은하의 꿈》
- 1983년 KBS1 아침드라마 《큰딸》
- 1983년 KBS2 주간연속극 《금남의 집》
- 1983년 KBS2 대하드라마 《개국》 ... 노국대장공주 역
- 1984년 KBS2 화수연속극 《TV 춘향전》 ... 성춘향 역
- 1986년 KBS 8.15특집극 《고향을 어이 잊으리까》
- 1986년 KBS2 주말연속극 《내 마음 별과 같이》 ... 이옥례 역
- 1986년 KBS2 TV문학관 《빈자의 나무》 ... 주인공 수경 역
- 1987년 KBS1 불탄일특집극 《이차돈》
- 1987년 KBS 대하드라마 《토지》 ... 월선 역
- 1990년 KBS2 미니시리즈 《머슴아와 가이내》 ... 대순 역
- 1990년 MBC 미니시리즈 《어둔 하늘 어둔 새》 ... 신희 역
- 1991년 KBS2 미니시리즈 《도둑의 아내》 ... 영일 역
- 1991년 KBS2 미니시리즈 《우리는 중산층》 ... 자옥 역
- 1992년 KBS1 설날특집극 《너의 이름은 효자》 ... 맏딸 효순 역
- 1992년 MBC 주말연속극 《아들과 딸》 ... 순미 역
- 1993년 MBC 청소년드라마 《사춘기》 ... 동민 모 역
- 1993년 KBS2 옴니버스드라마 《금요일의 여인》〈선우은숙의 무지개 사랑〉 ... 서지혜 역
- 1994년 MBC 주말연속극 《여울목》 ... 김정옥 역
- 1995년 KBS2 아침드라마 《길》 ... 유선애 역
- 1996년 MBC 주말연속극 《동기간》 ... 재숙 역
- 1996년 KBS2 미니시리즈 《머나먼 나라》 ... 박영혜 역
- 1996년 SBS 아침드라마 《때로는 타인처럼》 ... 명주 역
- 1997년 KBS2 일요아침드라마 《행복한 아침》 ... 원정수의 아내 역
- 1998년 KBS2 설날특집극 《아빠를 찾아주세요》
- 1998년 KBS1 아침드라마 《너와 나의 노래》 ... 순녀 역
- 1998년 KBS1 일일연속극 《내사랑 내곁에》 ... 이용선 역
- 1999년 KBS2 아침드라마 《만남》 ... 유씨 역
- 1999년 MBC 특별기획드라마 《왕초》
- 1999년 MBC 미니시리즈 《햇빛속으로》 ... 수빈 모, 송순자 역
- 2000년 MBC 미니시리즈 《나쁜 친구들》 ... 강석 모 역
- 2000년 KBS2 메디컬 서스펜스 드라마 《RNA》 ... 조영숙 (박세미 모) 역
- 2000년 MBC 아침드라마 《사랑할수록》 ... 윤 여사 역
- 2000년 KBS2 미니시리즈 《가을동화》 ... 신애 친모, 이경하 역
- 2001년 MBC 미니시리즈 《맛있는 청혼》
- 2001년 KBS2 미니시리즈 《순정》 ... 세진 모 역
- 2001년 KBS2 미니시리즈 《비단향꽃무》 ... 영주 모 역
- 2001년 KBS2 아침드라마 《꽃밭에서》 ... 왕인희 역
- 2001년 KBS2 특별기획드라마 《명성황후》 ... 민자영의 모, 감고당 이씨 역
- 2001년 SBS 주말극장 《아버지와 아들》
- 2002년 KBS2 아침드라마 《골목 안 사람들》 ... 안 여사 역
- 2002년 SBS 설날특집드라마 《화투》 ... 금순 역
- 2002년 KBS2 미니시리즈 《러빙유》 ... 다래 모, 영란 역
- 2002년 MBC 단막극 《MBC 베스트극장 - 엄마는 괴로워》 ... 수진 모 역
- 2003년 MBC 일요아침드라마 《기쁜 소식》 ... 김금실 역
- 2003년 SBS 대기획 《올인》 ... 윤혜선 역
- 2003년 KBS1 일일연속극 《노란 손수건》 ... 오경애 역
- 2003년 SBS 드라마스페셜 《요조숙녀》 ... 오남숙 역
- 2003년 SBS 일일연속극 《흥부네 박터졌네》 ... 이영숙 역
- 2004년 MBC 소설극장 《열정》 ... 임 여사 역
- 2004년 MBC 특별기획드라마 《영웅시대》 ... 천태산 모 역
- 2004년 KBS2 미니시리즈 《풀하우스》 ... 영재 모 역
- 2005년 KBS2 아침드라마 《위험한 사랑》 ... 고윤자 역
- 2005년 SBS 주말극장 《그 여름의 태풍》 ... 오성미 역
- 2005년 KBS2 미니시리즈 《부활》 ... 김이화 역
- 2006년 MBC 미니시리즈 《어느 멋진 날》 ... 혜원 모, 수현 역
- 2007년 MBC 일일시트콤 《김치 치즈 스마일》 ... 선우은숙 역
- 2007년 후난위성텔레비전 금응독파극장 《순백지련》(중국 데뷔작)
- 2008년 MBC 아침드라마 《흔들리지마》 ... 차영미 역
- 2009년 SBS 일일드라마 《아내가 돌아왔다》 ... 박 여사 역
- 2010년 KBS2 주말연속극 《결혼해주세요》 ... 이영신 역
- 2011년 MBC 아침드라마 《위험한 여자》 ... 나연숙 역
- 2012년 JTBC 미니시리즈 《우리가 결혼할 수 있을까》 ... 은경 역
- 2014년 JTBC 일일연속극 《귀부인》 ... 방정심 역
- 2014년 SBS 아침연속극 《나만의 당신》 ... 나순심 역
- 2016년 SBS 일일연속극 《사랑은 방울방울》 ... 임순복 역
- 2017년 MBC 일일연속극 《돌아온 복단지》 ... 박미옥 역
- 2022년 KBS2 일일연속극 《황금 가면》 ... 김혜경 역

### 영화
- 1980년 《세 번 웃는 여자》
- 1981년 《망령의 웨딩드레스》
- 1982년 《풍운아 팔불출》
- 1983년 《사랑할 때와 헤어질 때》
- 1987년 《연산군》 ... 폐비 윤씨 역
- 1997년 《표류일기》 ... 엄마 역
- 2002년 《색즉시공》 ... 이은효 모 역(우정출연)
- 2004년 《어린 신부》 ... 서보은 모 역
- 2006년 《비열한 거리》 ... 김병두 모 역
- 2018년 《게이트》 ... 옥자 역

### 광고
- 롯데푸드 후레쉬 삼강사와 (1981년)
- 일동후디스 아기밀 (1982년)
- 한독 뮬가틀 (1983년)
- 동화약품 투벤시럽 (1984년)
- 동아제약 (1985년 ~ 1991년) (솔표 우황청심원, 솔표 솔감탕, 솔표 위청수, 콤비이씨, 솔표 쌍화탕) - 前 남편 이영하와 함께 출연.
- 문화유리 하이라이트 크리스탈 (1985년)
- 서울우유 아가맘 (1986년)
- 한일합섬 한일 뜨게실 (1986년) - 前 남편 이영하와 함께 출연.
- 대진침대 (1986년) - 前 남편 이영하와 함께 출연.
- 사조오양 (1989년 ~ 1990년) (오양 참치캔, 오양맛살) - 前 남편 이영하와 함께 출연.
- 대교 (1992년) (아름아리유치원)
- 시골식품 (1992년 ~ 1993년) (시골참기름,시골당면,시골멸치액젓,시골돌김,다시마시골간장)
- 대명홍천스키장콘도 (1993년)
- 동화약품 화이투벤 (1993년) - 前 남편 이영하와 함께 출연.
- 태평선식 (1993년)
- 신양금속 신양리빙샤시 (1994년)
- 삼성전자 매직스테이션 (1994년) 정준, 백윤식과 함께 출연.
- 1995년 ~ 1999년 오뚜기 (3분 요리, 옛날 사골곰탕, 오뚜기 케찹, 오뚜기 마요네스, 옛날 잡채, 오뚜기 로얄, 오뚜기 참치, 삐삐면, 오뚜기 카레, 오뚜기 스튜, 후레쉬 참치, 3배 식초, 오뚜기 스프, 스튜&그라탕)
- 송차감쌀연구원 송차갑12알곡삼쌀 (2000년)
- 썬앤문 스파플러스 (2006년)

## 가족 관계
- 前 배우자 : 유영재 (1963년 9월 28일 ~)
- 前 배우자 : 이영하 (1950년 1월 17일 ~)
  - 장남 : 이상원 (1982년 7월 31일 ~)
  - 며느리 : 최선정 (1993년 10월 22일 ~)
    - 손녀 : 이태리 (2019년 10월 12일 ~)
    - 손자 : 이현 (2021년 12월 14일 ~)

  - 차남 : 이상민